# Camilla Lindberg
Camilla Margareta Lindberg, född Ahola 28 december 1973 i Skärholmens församling i Stockholms län, är en svensk politiker (tidigare folkpartist). Hon var ordinarie riksdagsledamot för Folkpartiet 2006–2010, invald för Dalarnas läns valkrets.

## Biografi
Lindberg studerade i Charleston, South Carolina, USA. Hon arbetade sedan som gymnasielärare i ämnena svenska, engelska och psykologi.
Hon blev medlem i Folkpartiet 2004.[källa behövs] Hon har sagt att det var vad hon i sin yrkesroll upplevde som den svenska skolans förfall som fick henne att engagera sig partipolitiskt. Hon lämnade partiet i november 2010 då hon ansåg att partiet lämnat liberalismen ideologiskt.
Camilla Lindberg kandiderade i Europaparlamentsvalet i Sverige 2014 på andra plats på Junilistans lista.

### Engagemang
Mellan 1991 och 1993 var hon aktiv i det nyliberala nätverket Frihetsfronten. År 2008 startade hon, tillsammans med Alexander Bard, det politiska virtuella nätverket Liberati. 
Lindberg tror inte på att könet är en social konstruktion.
Hon har även öppet kritiserat Sveriges cannabisförbud och vill se en legalisering av marijuana.

### Riksdagsledamot
Lindberg var riksdagsledamot för Folkpartiet 2006–2010. I riksdagen var hon ledamot i kulturutskottet 2009–2010 och kvittningsperson 2006–2010. Hon var även suppleant i civilutskottet, justitieutskottet, konstitutionsutskottet och kulturutskottet.
I riksdagen drev Lindberg bland annat frågor kring det svenska spelmonopolet, IT-frågor och avskaffande av sexköpslagen. Hon har även motionerat och i övrigt drivit frågan om avskaffande av Skatteverkets möjlighet att bedriva så kallad tredjemansrevision.

#### FRA-lagen
"Man visade på alla sätt man kunde att man var emot lagen och ändå skiter lagstiftarna

i det och bara röstar igenom den. De som är kritiska ska mosas till marken. [...] Jag tror

att det var ganska tydligt att de lyssnar inte. Hur mycket man än skrek och gapade och

mailbombade så sket de uppenbarligen i vad svenska folket ville."

—Camilla Lindberg, 2011.
Lindberg röstade som enda borgerliga riksdagsledamot nej till den så kallade FRA-lagen i riksdagsomröstningen den 18 juni 2008. Hon motiverade sitt ställningstagande i en debattartikel i Expressen. Lindberg upplevde också förslaget som luddigt skrivet. I en intervju i SVT:s nyhetsprogram Rapport berättade hon om hur hon, inför beslutet, utsatts för mobbning och hot om utfrysning av personer i Folkpartiets partiledning om hon inte röstade ja till lagen. Bland annat ska partikamrater ha sagt till henne att "när du kommer tillbaka har du inga kompisar kvar". Lindberg fick dock stort stöd från allmänheten för sitt agerande och fick bland annat hundratals blombuketter skickade till sin arbetsplats. Den 9 augusti 2008 erhöll Camilla Lindberg Bertil Ohlin-medaljen av Liberala Ungdomsförbundet för sitt motstånd mot FRA-lagen och sin nejröst.
Camilla Lindberg, som aldrig varit med i något partipolitiskt ungdomsförbund, utsågs även i och med sitt FRA-nej till hedersmedlem i Liberala Ungdomsförbundet i Skellefteå under sommaren. Detta var ett utnämnande som Lindberg själv såg på med stor entusiasm och beundran då hon som 34-åring för första gången trädde in i en sådan ungdomsorganisation.
Hon har i efterhand starkt kritiserat Sveriges riksdagsledamöter för att inte ha hörsammat kritiken vid omröstningen.
Lindberg lämnade partiet efter FRA-omröstningen och blev inte vald till EU-parlamentet genom Junilistan 2014. Hon har inte sedermera arbetat som en politiker. År 2023 arbetade hon som kurator inom psykiatrin. Lindberg ångrar inte att hon röstade nej år 2008, men år 2023 skulle hon ha däremot röstat ja på grund av den ökade brottsligheten och förvärrade säkerhetspolitiska situationen.